# Fasti (værk af Ovid)
 For alternative betydninger, se Fasti (flertydig). (Se også artikler, som begynder med Fasti)
Fasti er et digt af Ovid med en digterisk fremstilling af den romerske kalenders dies fasti med mytologiske forklaringer på, hvorfor de forskellige dage hedder, som de gør, og hvorfor man på netop denne dag skal overholde forskellige ritualer. Ovids Fasti kan læses som en kilde til forståelse af det romerske år.
Ovid påbegyndte arbejdet med den metriske fremstillng af Fasti i år 2 e. Kr. Arbejdet blev imidlertid brat afbrudt i år 8, da Ovid blev landsforvist til Tomis, den nuværende Constanţa ved den rumænske Sortehavskyst, hvor han døde år 17 eller 18 e. Kr. Ved udvisningen fra Rom var Ovid nået til og med 30. juni, og værket blev aldrig fuldført.